# 2472 Бредман
2472 Бредман (2472 Bradman) — астероїд головного поясу, відкритий 27 лютого 1973 року чехословацьким астрономом Любошем Когоутеком. Названий на честь австралійського гравця в крикет Дональда Бредмена.
Тіссеранів параметр щодо Юпітера — 3,606.